# 胡振遠
胡振遠（？—？），浙江山陰（今紹興）人，清朝官員。

## 生平
胡振遠本為議敘府經歷，加捐嘉義縣知縣。嘉慶二十四年，（1819年）接替溫溶，擔任台灣府台灣縣知縣。